# ريكي أندرو
ريكي أندرو (بالإنجليزية: Ricky Andrew)‏ هو لاعب اتحاد الرغبي بريطاني، ولد في 2 ديسمبر 1989 في بيليمينا في المملكة المتحدة.